# Lívia Gyarmathy
Lívia Gyarmathy est une scénariste et réalisatrice hongroise née le 8 janvier 1932 à Budapest et morte le 25 mai 2022.

## Biographie
Après avoir obtenu son baccalauréat, Lívia Gyarmathy choisit initialement de devenir ingénieur chimiste. Diplômée, elle travaille durant une année dans l'industrie textile. À la suite de quoi, elle change d'orientation et passe avec succès le concours d'admission à l'École supérieure d'art dramatique et cinématographique (Színház- és Filmművészeti Főiskola) de Budapest. Elle obtient son diplôme de mise en scène en 1964. Son époux, Géza Böszörményi, écrit les scénarios de ses films, tandis qu'elle collabore à ceux de son mari, également réalisateur. Lívia Gyarmathy est l'autrice de 23 films entre 1962 et 2003. Son premier long métrage de fiction date de 1969 :  Connaissez-vous « Sunday-Monday » ? (Ismeri a szandi-mandit ?), une comédie se déroulant dans une grande entreprise de production et dont les héroïnes sont deux ouvrières. En 1986, elle obtient le Prix spécial du jury au Festival de Karlovy Vary pour À l'aveuglette (Vakvilágban). Il faut signaler, en outre, la réalisation en 1989, en collaboration avec son mari, d'un documentaire sur le goulag hongrois de Recsk, « série de portraits croisés où les témoignages des anciens gardiens ne sont pas moins éclairants sur l'histoire de la Hongrie que ceux des anciens détenus. » (E. Breton, Dictionnaire des cinéastes, Éditions du Seuil/Microcosme).
Lívia Gyarmathy est membre du jury du Festival international de Berlin en 1990.

## Filmographie (longs métrages)
- 1969 : Connaissez-vous « Sunday-Monday » ? (Ismeri a szandi-mandit ?)
- 1973 : Arrêtez la musique ! (Álljon meg a menet !)
- 1979 : Tous les mercredis (Minden szerdán)
- 1982 : Coexistence (Együttelés), documentaire.
- 1985 : Un peu toi et un peu moi (Egy kicsit én...egy kicsit te...)
- 1986 : À l'aveuglette (Vakvilágban)
- 1988 : Le Poète György Faludy (Faludy György, költö), documentaire.
- 1989 : Recsk, le goulag hongrois (Recsk 1950-53, egy titko kényszermunkatabor története)
- 1989 : Hol zsarnoksag van (Egy bìró visszaemlékzései)
- 1992 : A csalás gyönnyöre
- 1997 : Szökés